# C/2000 X3 (SOHO)
C/2000 X3 (SOHO) — одна з довгоперіодичних параболічних комет. Ця комета була відкрита 2000 року.